# びっくり箱
びっくり箱（びっくりばこ、英：Jack-in-the-box、Jack-in-a-box）は、箱の中に人形などを仕込み、開くとばねなどでの力で中身が外へ出てくる玩具のこと。
転じて想定しないものが飛び出してくる容器もこのように呼ばれることがある。

## 概要
びっくり箱は、他人を驚かしてからかったりするための玩具であるが、まま「罪の無い悪戯」の範疇とみなされる。これらは箱内部にばね・ゴムなどの歪みによって弾性エネルギーを蓄えている機械要素が配置され、箱を閉めてある留め金が外されると、解放された運動エネルギーによってその内容物が飛び出してくる。
ばね以外にも様々な機構を備えたびっくり箱も見られ、例えば蓋を開けると音を立てながら伸びる人形が出てきたりするものもある。近年ではセンサなど電子技術の応用でメッセージ録音に対応しているものもある。

## 類型
似たようなものはジョークグッズや悪戯玩具に多々見られる。日本などでも手品用品やバラエティグッズなどを扱う店では、「サソリの卵」あるいは「サソリの標本」や「呪いの袋」と題したおどろおどろしい封筒が販売されていることがある。この中身は「輪ゴムと板でできた、ねじりの形で弾性エネルギーを蓄えた簡単な装置」なのであるが、封筒を開けようとすると、装置に蓄えられたねじれが開放され、突然封筒の中から摩擦音がすることから、あけようとした者が驚くというものである。同様のものが沖縄の土産物屋では「ハブの卵」として販売されている。

## 世界のびっくり箱

### 人間びっくり箱
アメリカなどでは、大人向け誕生日などのジョークとして、大きなプレゼントの箱にヌードダンサーが隠れていて開けると出てきて踊るなどして驚かせる遊びがある。
これはいわゆる「サプライズ」と呼ばれるもので、他愛ない（悪意の無い）悪戯ないし悪ふざけの範疇で、この類型としては何らかの（当人にとっては好ましい）歓待の席を、当人に内緒で計画・準備して、突然にその場に招き込むといったことも行われる。

## 兵器
ソビエト連邦が開発したT-72戦車などは、被弾すると内部の砲弾に誘爆して砲塔が真上に吹き飛び破壊されることがある。このような被害の様を「びっくり箱」、「Jack-in-the-box」と呼ぶ。